# 한글 채움 문자
한글 채움 문자는 한글을 컴퓨터에 나타내는 과정에서 사용되는 문자이다.ㅤㅤㅤ

## KSX 1001
KSX 1001 규격에는 완성형 한글 코드인 기본 부호계에 포함되지 않은 한글에 대해서 글자 마디마다 맨 앞에 '채움' 문자를 덧붙여 교환하는 방식이 규정되어 있다. 즉, 한글 채움 문자(24-54, EUC-KR에서는 A4 D4)를 사용해서 "(채움) 초성 중성 종성"과 같이 한글 영역에 들어 있지 않은 한글을 표시하는 것은 가능하다. 예를 들어 '(채움) ㅆ ㅠ (채움)'은 KS X 1001에서 나타낼 수 없는 '쓔'라는 글자를 나타낸다. 이러한 확장 방법은 2004년 개정에서도 유지되어 있다. 이 문자는 U+3164(ㅤㅤㅤㅤㅤ
)로 유니코드에 등재되어 있다.  반각 채움 문자는 U+FFA0에 있다.

## 미완성 음절
초성, 중성, 종성중 하나가 빠진 문자를 나타내기 위한 한글 채움 문자는, 유니코드 표준인 한글 자모 영역에 U+115F(초성), U+1160(중성)이 있다. 
비공식 표기인 한양 사용자 정의 영역에는 U+F784(초성), U+F806(중성), U+F86A(종성) 세개가 있다.